# Cliff Avril
Clifford Samuel "Cliff" Avril (nacido el 8 de abril de 1986) es un exjugador profesional de fútbol americano estadounidense que jugó en la posición de defensive end con los Detroit Lions y Seattle Seahawks de la National Football League (NFL).

## Biografía
Avril nació en Jacksonville, Florida, hijo de padres haitianos. Asistió a Clay High School en Green Cove Springs, Florida, donde practicó fútbol americano, baloncesto, atletismo y halterofilia. 
Tras su paso por el instituto, Avril decidió matricularse en la Universidad Purdue, donde jugó para los Boilermakers

## Carrera

### Detroit Lions
Avril fue seleccionado por los Detroit Lions en la tercera ronda (puesto 92) del draft de 2008. Firmó un contrato de tres años por $1.634 millones.
Con los Lions, Avril consiguió meterse a Wild Cards en 2011, donde fueron derrotados por los New Orleans Saints 45-28.

### Seattle Seahawks
El 13 de marzo de 2013, Avril firmó un contrato de dos años con los Seahawks, a razón de $13 millones.
Con los Seahawks, Avril ha logrado 2 títulos de división consecutivos, 2 campeonatos de la NFC consecutivos y ha llegado a dos Super Bowls consecutivas (XLVIII y XLIX). En la primera, los Seahawks ganaron a los Broncos 43-8 y en la segunda, los Seahawks perdieron frente a los Patriots 24-28.

## Estadísticas generales
|  | Seleccionado al Pro Bowl |

| Año   | Equipo | Juegos | Juegos | Tacleadas | Tacleadas | Tacleadas | Tacleadas | Intercepciones | Intercepciones | Intercepciones | Intercepciones | Intercepciones | Intercepciones | Balones sueltos | Balones sueltos |
| Año   | Equipo | GP     | GS     | Comb      | Total     | Ast       | Sck       | PDef           | Int            | Yds            | Avg            | Lng            | TDs            | FF              | FR              |
| ----- | ------ | ------ | ------ | --------- | --------- | --------- | --------- | -------------- | -------------- | -------------- | -------------- | -------------- | -------------- | --------------- | --------------- |
| 2008  | DET    | 15     | 4      | 22        | 17        | 5         | 5         | 0              | --             | --             | --             | --             | --             | 4               | 1               |
| 2009  | DET    | 13     | 11     | 39        | 25        | 14        | 5.5       | 3              | --             | --             | --             | --             | --             | 3               | 0               |
| 2010  | DET    | 13     | 13     | 31        | 21        | 10        | 8.5       | 5              | --             | --             | --             | --             | --             | 1               | 1               |
| 2011  | DET    | 16     | 16     | 35        | 28        | 7         | 11        | 4              | 1              | 4              | 4              | 4              | 1              | 6               | 3               |
| 2012  | DET    | 16     | 16     | 35        | 28        | 7         | 9.5       | 1              | --             | --             | --             | --             | --             | 2               | 0               |
| 2013  | SEA    | 15     | 2      | 20        | 13        | 7         | 8         | 4              | --             | --             | --             | --             | --             | 5               | 1               |
| 2014  | SEA    | 16     | 16     | 22        | 14        | 8         | 5         | 2              | --             | --             | --             | --             | --             | 1               | 1               |
| 2015  | SEA    | 16     | 16     | 47        | 31        | 16        | 9         | 7              | --             | --             | --             | --             | --             | 2               | 0               |
| 2016  | SEA    | 16     | 16     | 39        | 20        | 19        | 11.5      | 3              | --             | --             | --             | --             | --             | 5               | 0               |
| 2017  | SEA    | 4      | 4      | 2         | 2         | 0         | 1         | 0              | --             | --             | --             | --             | --             | 0               | 0               |
| Total | Total  | 140    | 114    | 292       | 199       | 93        | 74        | 29             | 1              | 4              | 4              | 4              | 1              | 29              | 7               |

Fuente: NFL.com